# Vùng đặc quyền kinh tế

Các vùng đặc quyền kinh tế trên thế giới màu xanh đậm (phân biệt với vùng biển quốc tế màu xanh nhạt)

Trong luật biển quốc tế, vùng đặc quyền kinh tế (tiếng Anh: Exclusive Economic Zone - EEZ; tiếng Pháp: zone économique exclusive- ZEE) là vùng biển mở rộng từ các quốc gia ven biển hay quốc gia quần đảo, nằm bên ngoài và tiếp giáp với lãnh hải. Nó được đặt dưới chế độ pháp lý riêng được quy định trong phần V - Vùng đặc quyền kinh tế của Công ước Liên Hợp Quốc về Luật biển năm 1982, 1986. Trong đó các quyền và quyền tài phán của quốc gia ven biển (hay quốc gia quần đảo), các quyền cũng như các quyền tự do của các quốc gia khác đều được điều chỉnh bởi các quy định thích hợp của Công ước này. Vùng biển này có chiều rộng 200 hải lý (1 hải lý = 1852 m) tính từ đường cơ sở, ngoại trừ những chỗ mà các điểm tạo ra đó gần với các quốc gia khác. Trong khu vực đặc quyền kinh tế, quốc gia có đặc quyền khai thác và sử dụng các tài nguyên biển. Nó là một trong các vùng mà quốc gia có quyền chủ quyền.
Khái niệm này của các quốc gia được phân chia vùng đặc quyền kinh tế đã cho phép kiểm soát tốt hơn các vấn đề trên biển (nằm ngoài giới hạn lãnh thổ mà quốc gia có đầy đủ chủ quyền) đã thu được sự chấp thuận của đa số quốc gia vào cuối thế kỷ XX và đã được gắn với sự thừa nhận quốc tế theo Công ước Liên Hiệp Quốc về Luật biển thứ ba năm 1982.
- Điều 55, phần V Công ước Liên Hiệp Quốc về Luật biển quy định:

Specific legal regime of the Exclusive Economic Zone
The Exclusive Economic Zone is an area beyond and adjacent to the territorial sea, subject to the specific legal regime established in this Part, under which the rights and jurisdiction of the coastal State and the rights and freedoms of other States are governed by the relevant provisions of this Convention.
- Bản dịch tiếng Việt:

Chế độ pháp lý đặc biệt cho vùng đặc quyền kinh tế
Vùng đặc quyền kinh tế là vùng nằm ngoài và tiếp giáp với lãnh hải, là chủ thể của chế độ pháp lý đặc biệt được đưa ra tại phần này, theo đó các quyền và quyền tài phán của quốc gia ven biển và các quyền cũng như quyền tự do của quốc gia khác được điều chỉnh bởi các điều khoản liên quan của Công ước này.
Quản lý nghề cá là một bộ phận đáng kể nhất của việc kiểm soát này.
Các tranh cãi về mở rộng chính xác của các vùng đặc quyền kinh tế là nguồn chủ yếu của các mâu thuẫn giữa các quốc gia về biển. Ví dụ nổi tiếng nhất ở châu Âu có lẽ là chiến tranh cá tuyết giữa Iceland và Vương quốc Liên hiệp Anh và Bắc Ireland năm 1893.

## Lịch sử
Khái niệm và sự hình thành của vùng này có lẽ bắt nguồn từ sự kiện tổng thống Mỹ Truman ngày 28 tháng 9 năm 1945 đã đưa ra một tuyên bố về nghề cá ven bờ trong một số vùng của biển cả. Trong đó, Mỹ đề nghị thiết lập một vùng bảo tồn một phần nhất định của biển cả tiếp giáp với bờ biển nước Mỹ, tại đó các hoạt động nghề cá đã và sẽ phát triển trong tương lai ở mức độ quan trọng nằm ngoài lãnh hải của Mỹ 3 hải lý.
Tiếp theo đó, các nước khu vực châu Mỹ-Latinh như Chile, Peru, Ecuador đã mở rộng lãnh hải tới 200 hải lý dưới các tên gọi như vùng biển di sản, lãnh hải di sản v.v. để loại bỏ quyền tự do hàng hải và các quyền tự do biển cả khác. Tình hình này gây ra sự lo ngại và chống đối từ các quốc gia có nghề hàng hải phát triển mạnh.
Năm 1971, Kenya và sau đó là các nước khu vực Á-Phi đã đưa ra đề nghị trung hòa cả hai lập trường trên bằng khái niệm vùng đặc quyền kinh tế, trong đó các quốc gia ven biển có thẩm quyền đặc biệt trong kiểm soát; quy định; khai thác và bảo vệ các tài nguyên sinh vật cũng như phi sinh vật của vùng để ngăn ngừa và đấu tranh chống lại ô nhiễm, trong khi các quyền tự do hàng hải, tự do bay, tự do đặt dây cáp hay ống dẫn dầu dưới đáy biển vẫn được bảo lưu.
Khái niệm này đã nhanh chóng được chấp nhận mà không có sự phản đối nào và nó có giá trị tập quán trước khi được ghi nhận trong Công ước Liên Hiệp Quốc về Luật biển năm 1982.

## Chế độ pháp lý
Vùng đặc quyền kinh tế là một vùng biển đặc thù, trong đó có sự cân bằng về các quyền và quyền tài phán của quốc gia ven biển với các quyền và các quyền tự do của các quốc gia khác.
Theo các điều khoản của Công ước Liên Hiệp Quốc về Luật biển năm 1982 thì quốc gia ven biển có các quyền sau:
- Các quyền thuộc chủ quyền về thăm dò, khai thác, bảo tồn và quản lý các tài nguyên thiên nhiên của vùng nước trên đáy biển cũng như của đáy biển và lòng đất dưới đáy biển. Các quyền này bao gồm: Các hoạt động thăm dò, khai thác vì mục tiêu kinh tế cũng như việc sản xuất năng lượng từ nước, dòng hải lưu và gió.
- Quyền tài phán về:
  - Việc lắp đặt, sử dụng các đảo nhân tạo, các thiết bị và công trình nghiên cứu khoa học về biển.
  - Bảo vệ và giữ gìn môi trường biển.
  - Các quyền và nghĩa vụ khác theo các điều khoản của Công ước.

Điều này có nghĩa là quốc gia ven biển có toàn quyền trong đánh giá tiềm năng của các nguồn tài nguyên cũng như thi hành các biện pháp thích hợp để bảo tồn, quản lý các nguồn tài nguyên này. Các tổ chức quốc tế có thẩm quyền chỉ có thể tham gia vào việc duy trì các nguồn lợi này ở "mức độ thích hợp". Tuy nhiên, nếu tổng khối lượng đánh bắt các nguồn tài nguyên sinh vật lớn hơn khả năng khai thác của quốc gia đó thì quốc gia này có nghĩa vụ "tạo điều kiện thuận lợi cho việc khai thác tối ưu các tài nguyên sinh vật của vùng đặc quyền kinh tế".
- Trong vùng đặc quyền kinh tế, tất cả các quốc gia khác đều được hưởng các quyền sau (phải tuân thủ theo các điều khoản của Công ước này):
  - Tự do hàng hải.
  - Tự do hàng không.
  - Tự do đặt ống dẫn ngầm và dây cáp.

## Theo quốc gia

### Úc
- Luật về biển và các vùng đất chìm ngập dưới biển năm 1973

Úc là quốc gia lớn thứ ba về diện tích của Vùng đặc quyền kinh tế, sau Mỹ và Pháp, và đứng trên Nga, với tổng diện tích thực tế còn lớn hơn diện tích vùng đất liền của mình. Theo công ước của Liên hiệp quốc, vùng đặc quyền kinh tế của Úc nói chung mở rộng thêm 200 hải lý (370,4 km) từ bờ biển của Úc cũng như các lãnh thổ ben ngoài của quốc gia này, ngoại trừ các khu vực mà theo thỏa thuận giữa Úc và các quốc gia liên quan thì nó nhỏ hơn. Úc cũng đòi hỏi trong các đệ trình của mình tới Ủy ban của Liên Hiệp Quốc về biển dành cho các giới hạn về thềm lục địa và vùng đặc quyền kinh tế tới 200 hải lý đối với Lãnh thổ châu Nam Cực thuộc Úc nhưng yêu cầu này không được chấp nhận do các quy định trong Hiệp ước Nam Cực. Tuy vậy, Úc vẫn duy trì được quyền khai thác và thám hiểm đáy biển và vùng nước trong phạm vi vùng đặc quyền kinh tế này.
| EEZ                            | Diện tích (km²) |
| ------------------------------ | --------------- |
| Đảo Heard và quần đảo McDonald | 410.722         |
| Đảo Christmas                  | 463.371         |
| Quần đảo Cocos                 | 325.021         |
| Đảo Norfolk                    | 428.618         |
| Đảo Macquarie                  | 471.837         |
| Úc đại lục                     | 6.048.681       |
| Tổng cộng:                     | 8.148.250       |

### Pháp
Do có nhiều các lãnh thổ bên ngoài chính quốc trên tất cả các đại dương của Trái Đất nên Pháp chiếm giữ vị trí thứ hai về vùng đặc quyền kinh tế trên thế giới, với diện tích 11.035.000 km² (4.260.000 dặm vuông), chỉ sau diện tích các vùng đặc quyền kinh tế của Mỹ (11.351.000 km² / 4.383.000 dặm vuông), nhưng đứng trên Úc. Theo tính toán khác đưa ra bởi Pew Research Center, diện tích vùng đặc quyền kinh tế của Pháp là 10.084.201 km² (3.893.532 dặm vuông), sau Mỹ (12.174.629 km² / 4.700.651 dặm vuông), nhưng trên Úc (8.980.568 km² / 3.467.416 dặm vuông) và Nga (7.566.673 km² / 2.921.508 dặm vuông).
Tổng diện tích vùng đặc quyền kinh tế của Pháp chiếm khoảng 8% tổng diện tích bề mặt của tất cả các vùng đặc quyền kinh tế trên thế giới, trong khi diện tích của Cộng hòa Pháp chỉ chiếm 0,45% tổng diện tích Trái Đất.

### Mỹ
- Luật quản lý và bảo tồn nghề cá Magnuson-Stevens năm 1976